# كنيسة القديس يوحنا الأسقفية

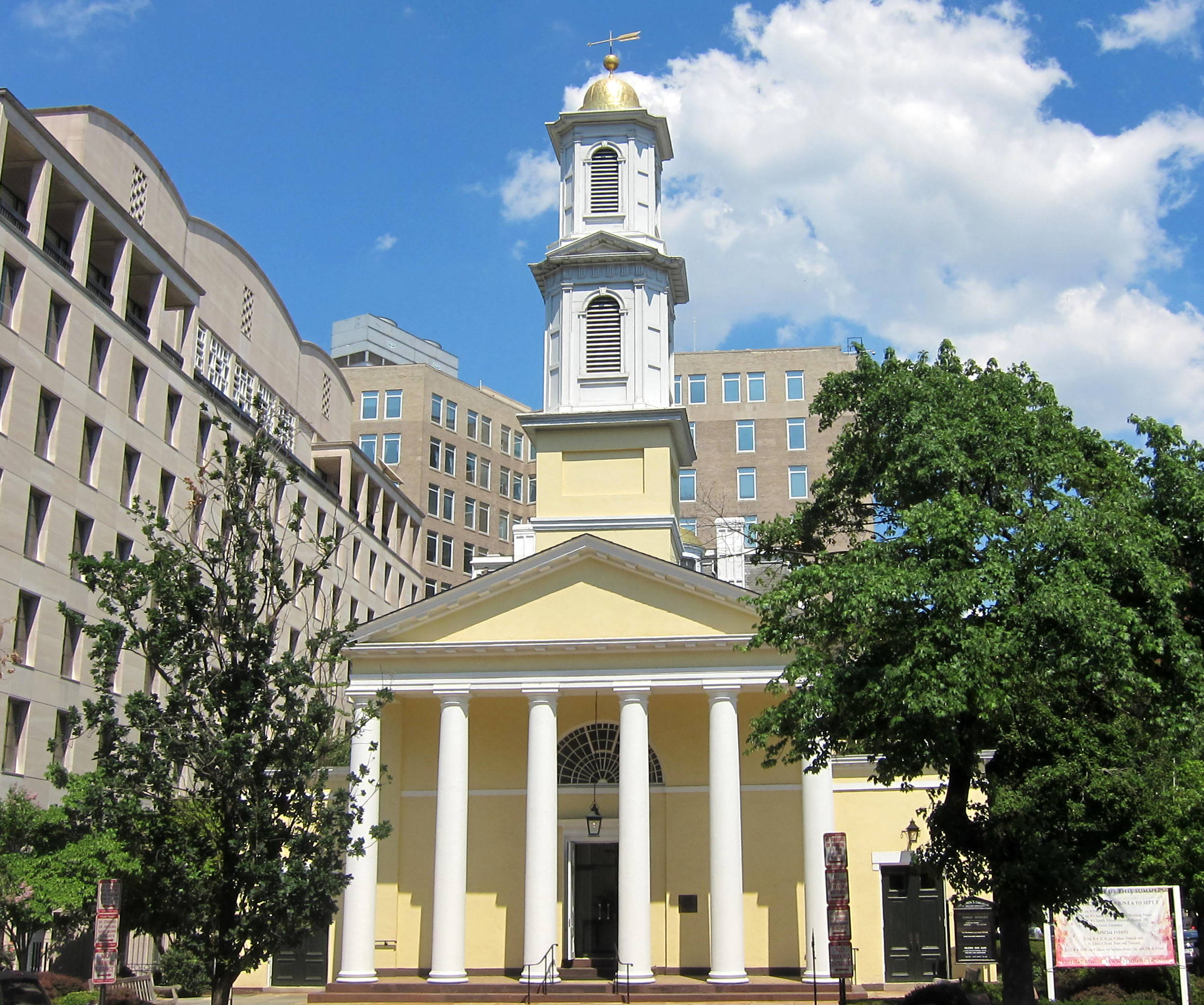
كنيسة القديس يوحنا الأسقفية.

كنيسة القديس يوحنا الأسقفية (بالإنجليزية: St. John's Episcopal Church)‏، هي كنيسة أسقفية تاريخية تقع في الشارع السادس عشر وشارع H، في واشنطن العاصمة، المبنى صممه بنيامين لاتروب بطراز الإحياء الإغريقي، مجاورة لساحة لافاييت، كما أن الكنيسة مجاورة للبيت الأبيض. غالباً ما تسمى كنيسة الرؤساء.
حضر كل رئيس الكنيسة مرة واحدة على الأقل منذ بنائها في عام 1816، بدءاً من جيمس ماديسون. باستثناء ريتشارد نيكسون، حضر كل رئيس منذ فرانكلين روزفلت الخدمات الروحية في يوم القسم الرئاسي، والعديد منها في الكنيسة. تم تصنيفها كمعلم تاريخي وطني في عام 1960.

## التاريخ
تم تنظيمها كرعية عام 1815، وسُميت على اسم القديس يوحنا الإنجيلي. اُفتتح المبنى وأُقيمت الخدمة الأولى في كنيسة القديس يوحنا في 27 أكتوبر 1816. شغل القس ويليام ديكنسون هاولي منصب رئيس الجامعة لها من عام 1817 إلى عام 1845، كما شغل منصب قسيس مجلس الشيوخ الأمريكي.

### التأسيس والبناء
بعد عامين من تنازل ولاية ماريلند للولايات المتحدة عن الأراضي التي تشكل مقاطعة كولومبيا الحالية، وهي الهيئة التشريعية لتلك الولاية، وتقديراً لضرورة توفير الاحتياجات الروحية لأتباع الأسقفية البروتستانتية الذين كانوا سيقيمون هناك، وبناءً على التماسهم، صدر قانون 26 ديسمبر 1794، وأنشأ أبرشية جديدة، تُعرف باسم أبرشية واشنطن، والتي ستتألف من جزء كبير من أبرشية روك كريك، في مقاطعة مونتغومري، ماريلند، مثل أبرشية القديس يوحنا، في مقاطعة برينس جورج، ماريلند، كما كان داخل حدود مدينة واشنطن الجديدة. في العام التالي تم انتخاب مجلس من قِبل الأساقفة من الطرف الشرقي للرعية الجديدة، وتم تعيين القس السيد رالف رئيساً للعملية ثم تم تنظيمها، وتولى مقعده في اتفاقية ماريلند لعام 1795. احتلت هذه الجماعة مبنى صغيراً في شارع D وجادة نيو جيرسي، في الجزء الجنوبي الشرقي من واشنطن، والتي كانت تُستخدم منذ عام 1780 ككنيسة صغيرة متصلة بأبرشية القديس يوحنا في مقاطعة برينس جورج. في عام 1806، تم انتخاب مجلس من الناس الذين يتعبدون في هذه الكنيسة، وفي عام 1807، تم إنشاء كنيسة جديدة في تلك المنطقة، والتي سميت كنيسة المسيح.
في جورج تاون، في عام 1796، أطلق سكان الأسقفية البروتستانتية حركة أدت إلى إنشاء كنيسة داخل الرعية الجديدة، والتي تم تكريسها في عام 1809 - لذلك، عندما تمت إزالة الحكومة العامة من فيلادلفيا، في عام 1800، وجد القادمون الجدد ثلاثة أماكن عبادة للأسقفية داخل المنطقة، اثنان مذكوران سابقاً والثالث هو كنيسة القديس بولس في أبرشية روك كريك؛ لكنها بعيدة جداً عن الجزء المركزي والأكثر اكتظاظاً بالسكان في واشنطن لتكون مفيدة عملياً في تلك الأيام التي كانت فيها طرق غير سالكة تقريباً. ولتلبية هذه الحاجة الملحة، اتخذ السكان في ما كان يُعرف باسم الجناحين الأول والثاني لواشنطن - الكائنان بين شارع جورجتاون والشارع السادس - في عام 1814، إجراءات مقررة لتشييد كنيسة في الجزء المشار إليه من المدينة. الأشخاص الذين يبدو أنهم شاركوا بشكل أكثر نشاطاً في هذا العمل هم توماس إتش جيليس، جيمس ديفيدسون، لوند واشنطن، بيتر هاجنر، جون غراهام، جون بيتر فان نيس، جوشوا داوسون، ويليام وينستون سيتون، جون تايلو الثالث، توماس مونرو، جيمس. طومسون، جيمس إتش بليك، ديفيد إيستون، وجوزيف جاليس جونيور.

الإدخال الأول في أقدم سجل للكنيسة، تحت تاريخ 10 مايو 1816، هو بهذه الكلمات: 
«10 مايو 1816. في اجتماع للمواطنين، المقيمين في الجناحين الأول والثاني لمدينة واشنطن، تقرر أن يتم تعيين السادة التالية أسماؤهم أمناء لإدارة الشؤون العلمانية لكنيسة القديس يوحنا، حتى يتم تعيين مجلس الكنيسة بشكل قانوني، وللتقدم بطلب إلى المؤتمر التالي للكنيسة الأسقفية البروتستانتية لتقسيم أبرشية واشنطن؛ لربط أبرشية كنيسة القديس يوحنا، أي: جون ديفيدسون، بيتر هاجنر، جيمس طومسون، جون بيتر فان نيس، جون تايلو الثالث، توماس إتش جيليس، جيمس إتش بليك، وروجر سي ويتمان.»

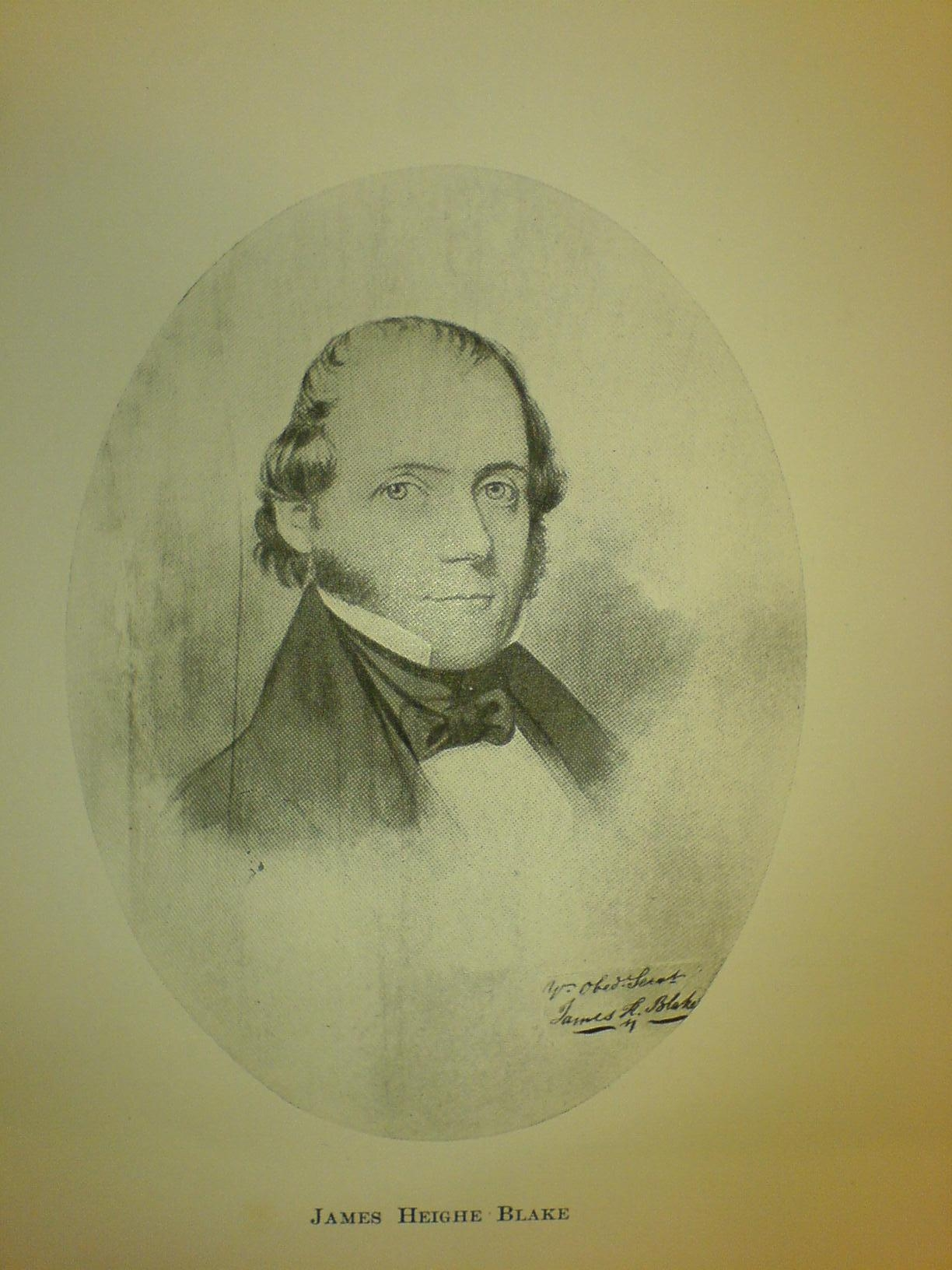
جيمس هيغي بليك
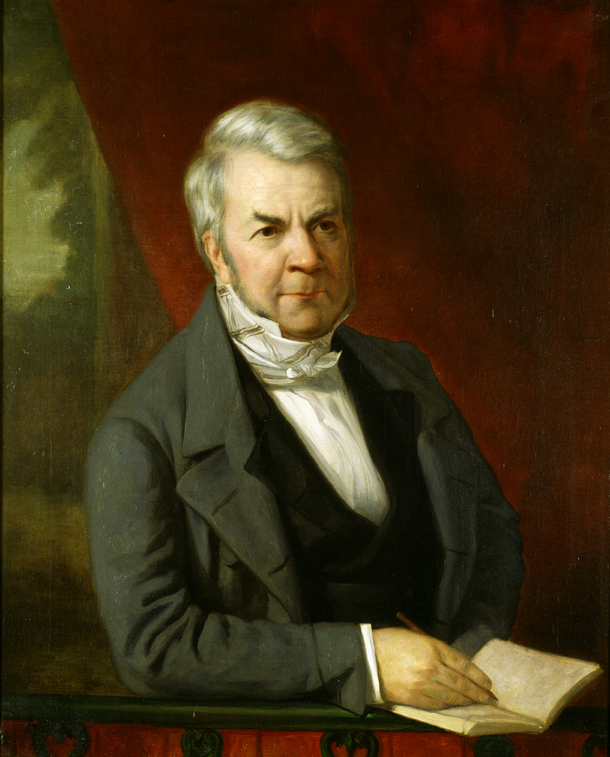
جوزيف جاليس جونيور كاليفورنيا. بريشة جورج بيتر ألكسندر هيلي، 1844
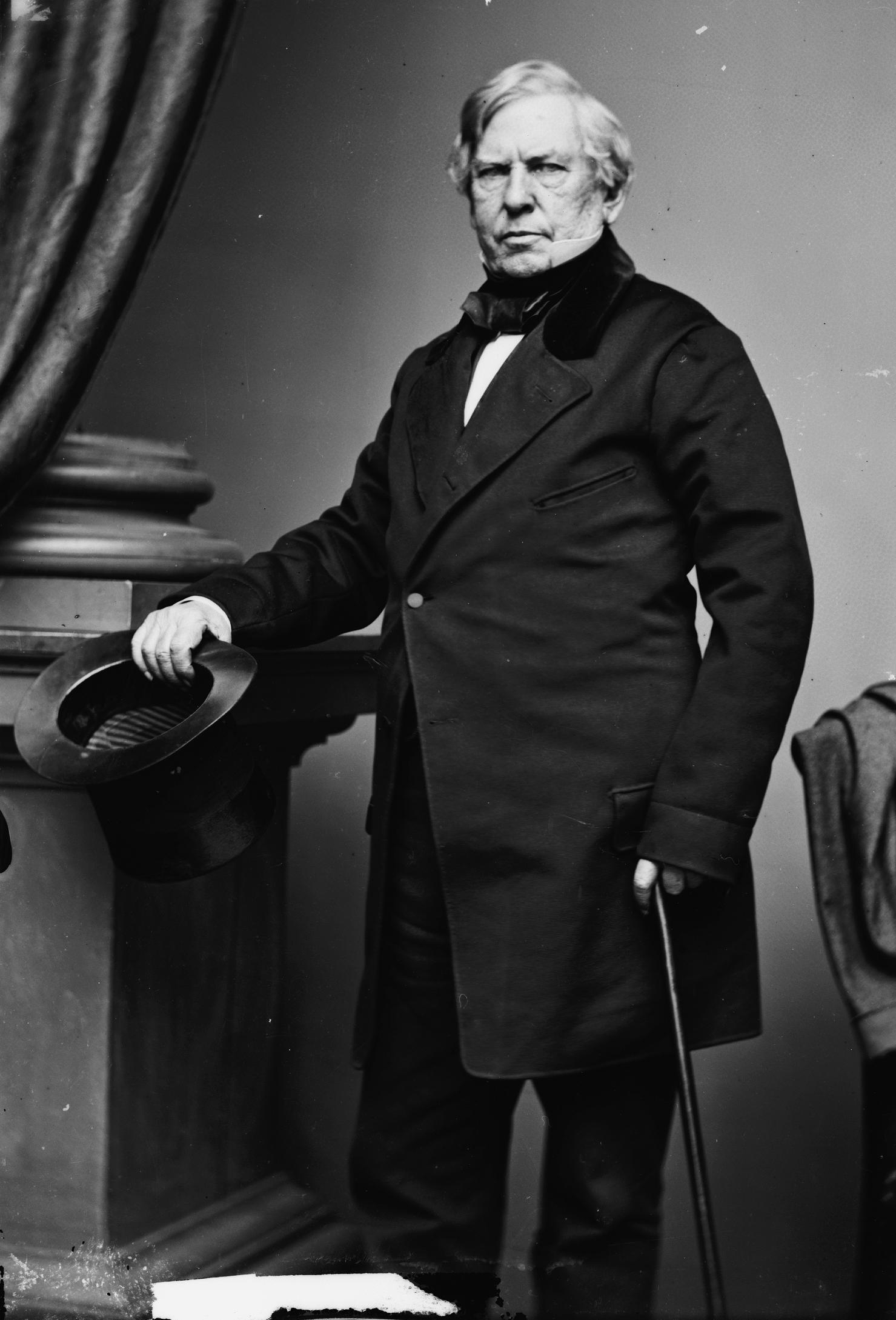
وليام وينستون سيتون من المخابرات الوطنية
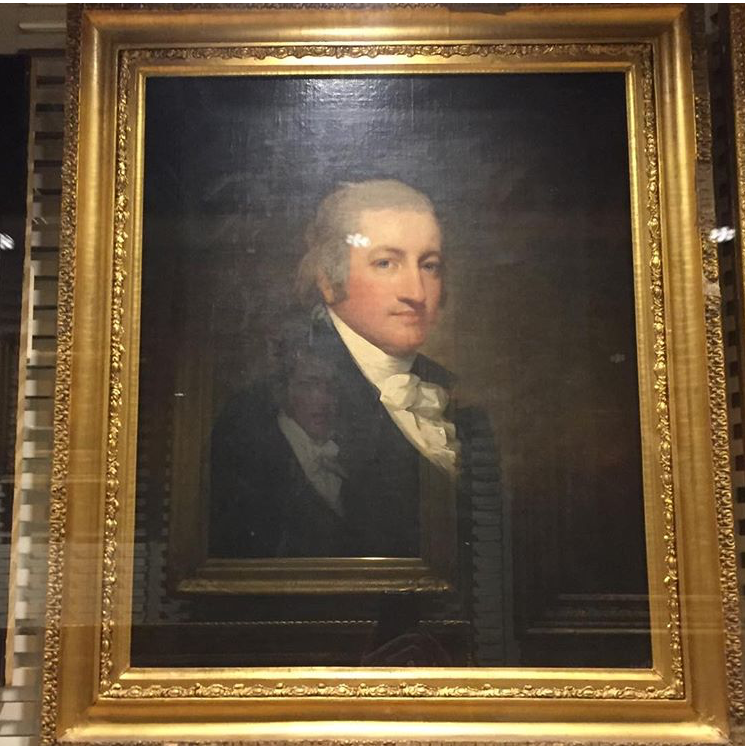
جون تايلوي الثالث، بريشة غلبرت ستيوارت، معروض في متحف المتروبوليتان للفنون
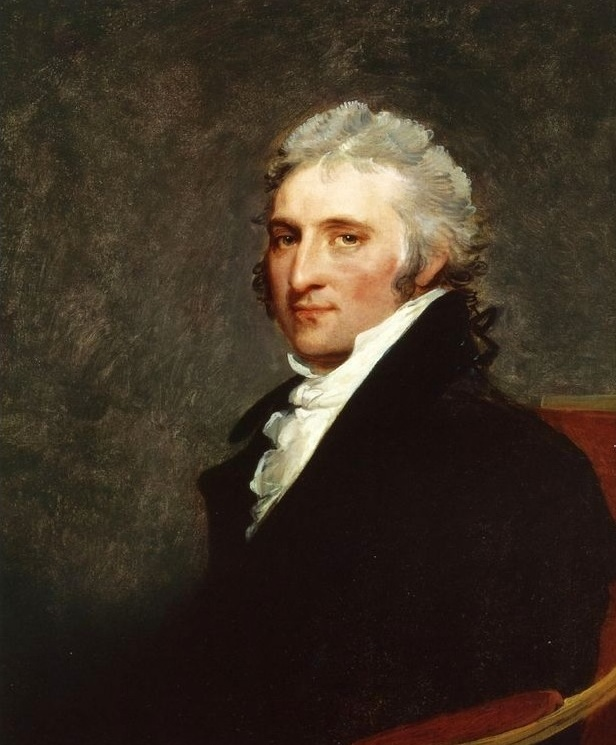
لجيلبرت ستيوارت، بريشة جون بيتر فان نيس، 1805
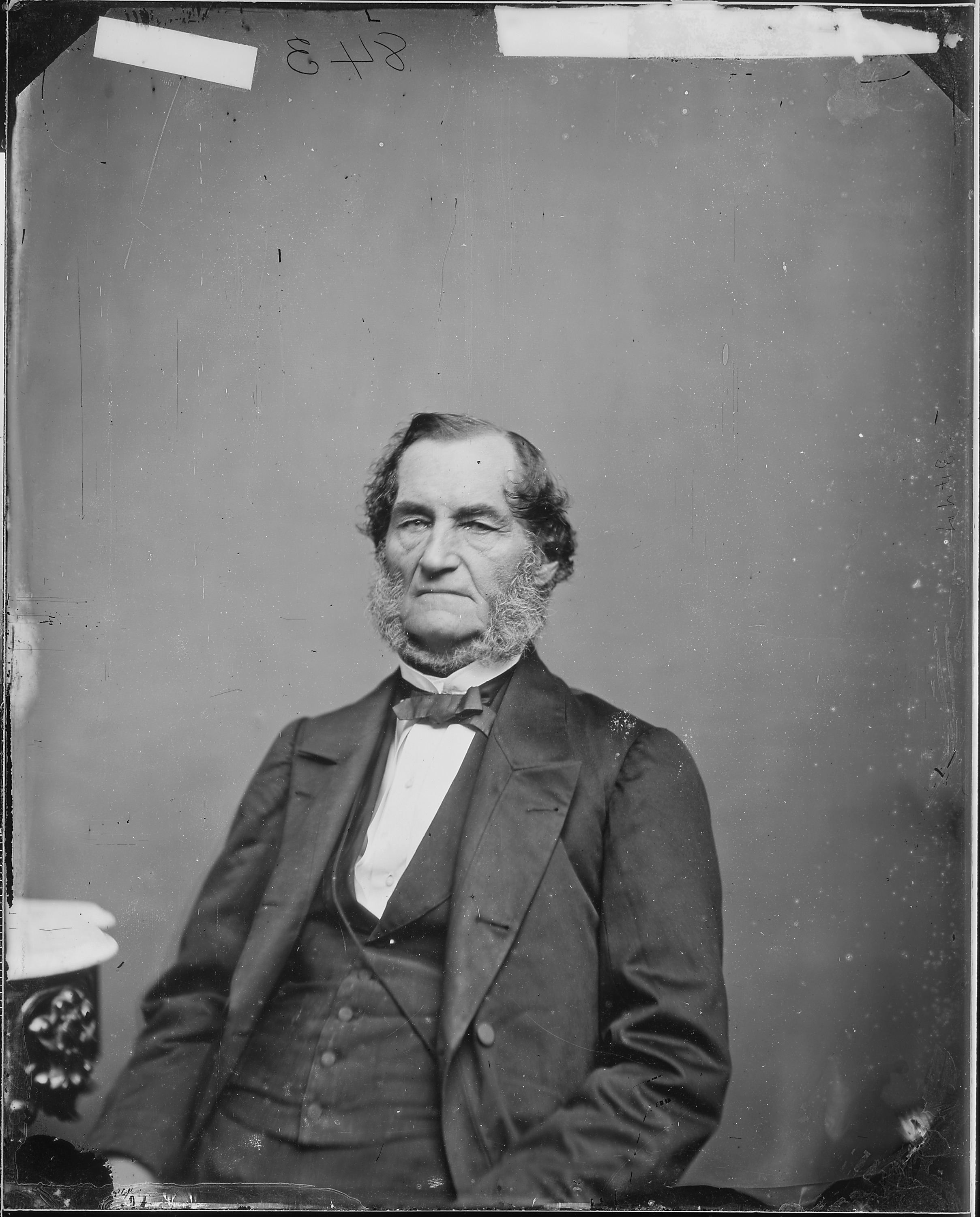
روجر تشيو ويتمان، عمدة واشنطن العاصمة

في 27 ديسمبر 1816، بمناسبة عيد القديس يوحنا، أجرى المطران جيمس كيمب من ماريلند مراسم التكريس، وأجرى الأسقف ورجال الدين المرافقون الخدمات الدينية. تم تصميم مبنى الكنيسة من قِبل بنيامين لاتروب، وتم تشييده تحت إشرافه. امتنع عن تلقي أي تعويض عن خدماته القيمة، لكن مجلس الوزراء صوته على مقعد خالٍ من الريع تقديراً لكرمه. رفض ذلك معرباً عن تفضيله لبعض الرموز التي قد ينقلها إلى أطفاله، وأخذت الشهادة شكل قطعة من الطبق. تبرع جون تيلوي الثالث للرعية بخدمة قداسة من الفضة، والتي يقول الأسقف ويليام ميد، في عمله على كنائس فيرجينيا القديمة، إن الكولونيل قد اشتراها. تيلوي في بيع آثار كنيسة أبرشية ونينبورج/كنيسة فارنام في مقاطعة ريتشموند، فيرجينيا، لمنع تدنيسها للاستخدام العلماني.

### توسيع
بحلول عام 1842، أصبح من الواضح أن الزيادات الإضافية في سعة الجلوس للكنيسة كانت مناسبة، وفي اجتماع للمساهمين تم استدعاؤه بموجب إشعار عام، في الحادي عشر من نوفمبر عام 1842، كانت لجنة مكونة من ريتشارد سميث، جون سي سبنسر، بيتر هاجنر، بنجامين أوغلي تايلو، ويليام توماس كارول، للإبلاغ عن خطة ينبغي من خلالها زيادة عدد المقاعد، وتحسين الوصول إلى صالات العرض، وتعديل مصالح أصحاب البيوتز الحاليين بشكل صحيح. قدمت اللجنة تقريراً في الثامن والعشرين من نوفمبر، وفي أبريل التالي، أفاد العقيد جون جيمس أبيرت، الجنرال وينفيلد سكوت وفرانك ماركوي وتشارلز جوردون، تم تعيينهم لجنة لتنفيذ الخطة. أثناء تنفيذه، تم تغيير الترتيب الأصلي للمقاعد والممرات، التي ظلت حتى الآن دون تغيير جوهري، إلى حد كبير. تم تغيير الصندوق والمقاعد ذات الظهر المرتفع إلى مقاعد منخفضة الظهر؛ اختفى رصيف الطوب بالشكل القديم للممرات؛ تم تكبير المذبح وإزالة المنبر الزجاجي.

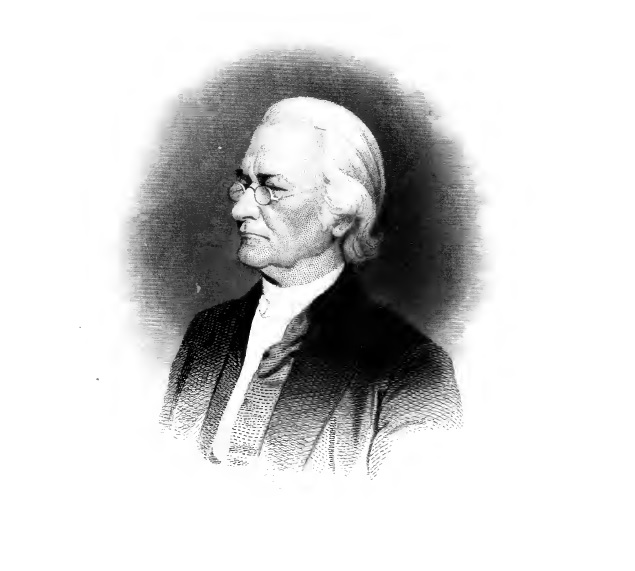
المطران وليام ميد
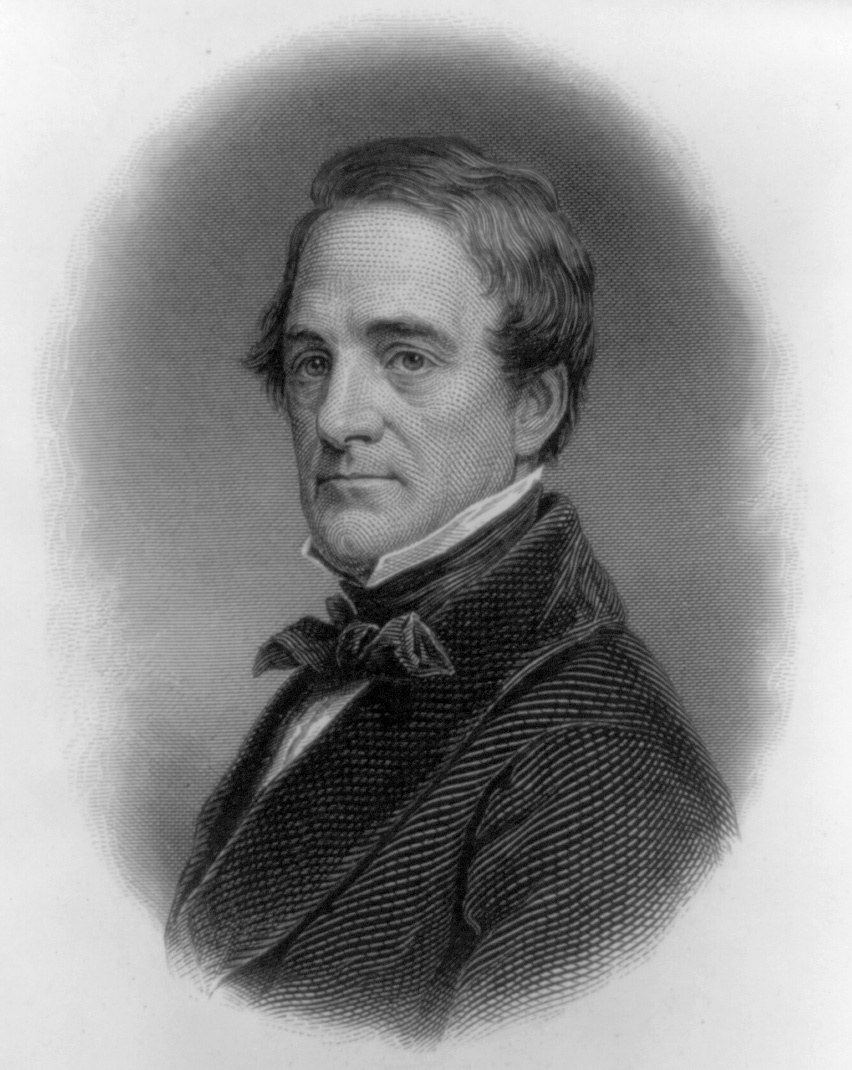
جون سي سبنسر
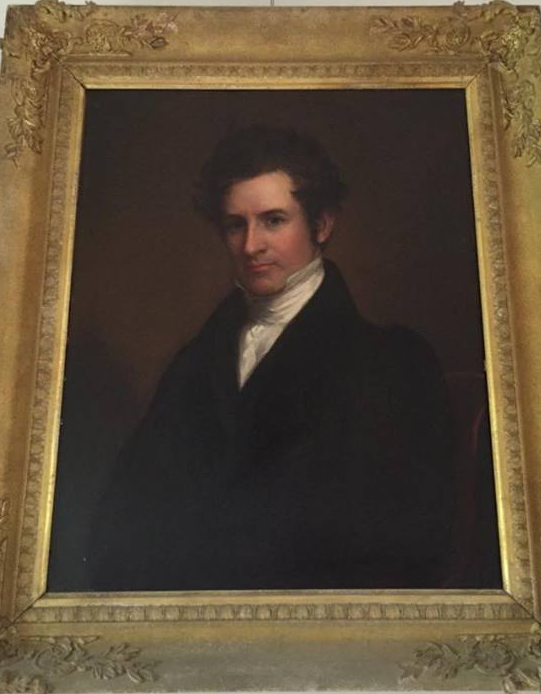
بنجامين أوغلي تايلو، بريشة توماس سولي
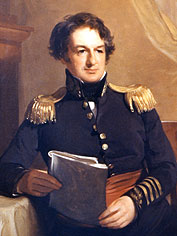
جون جيمس أبيرت
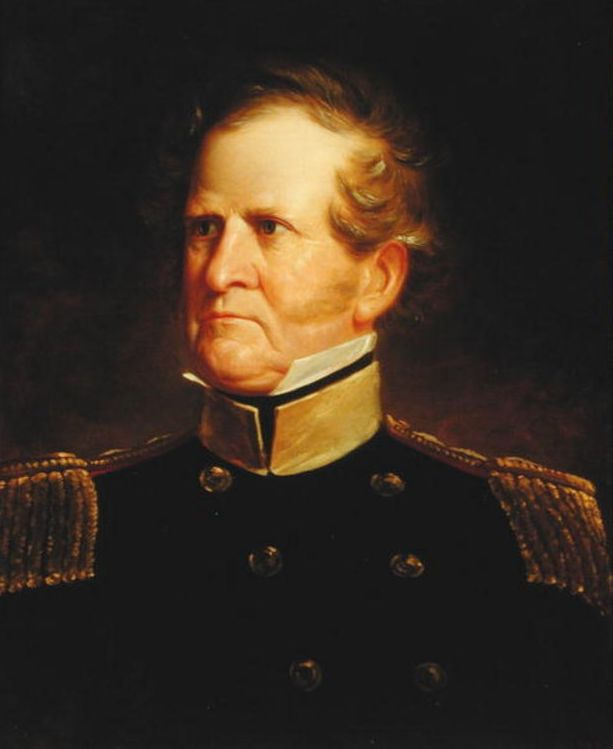
وينفيلد سكوت، بريشة جورج كاتلين، 1835
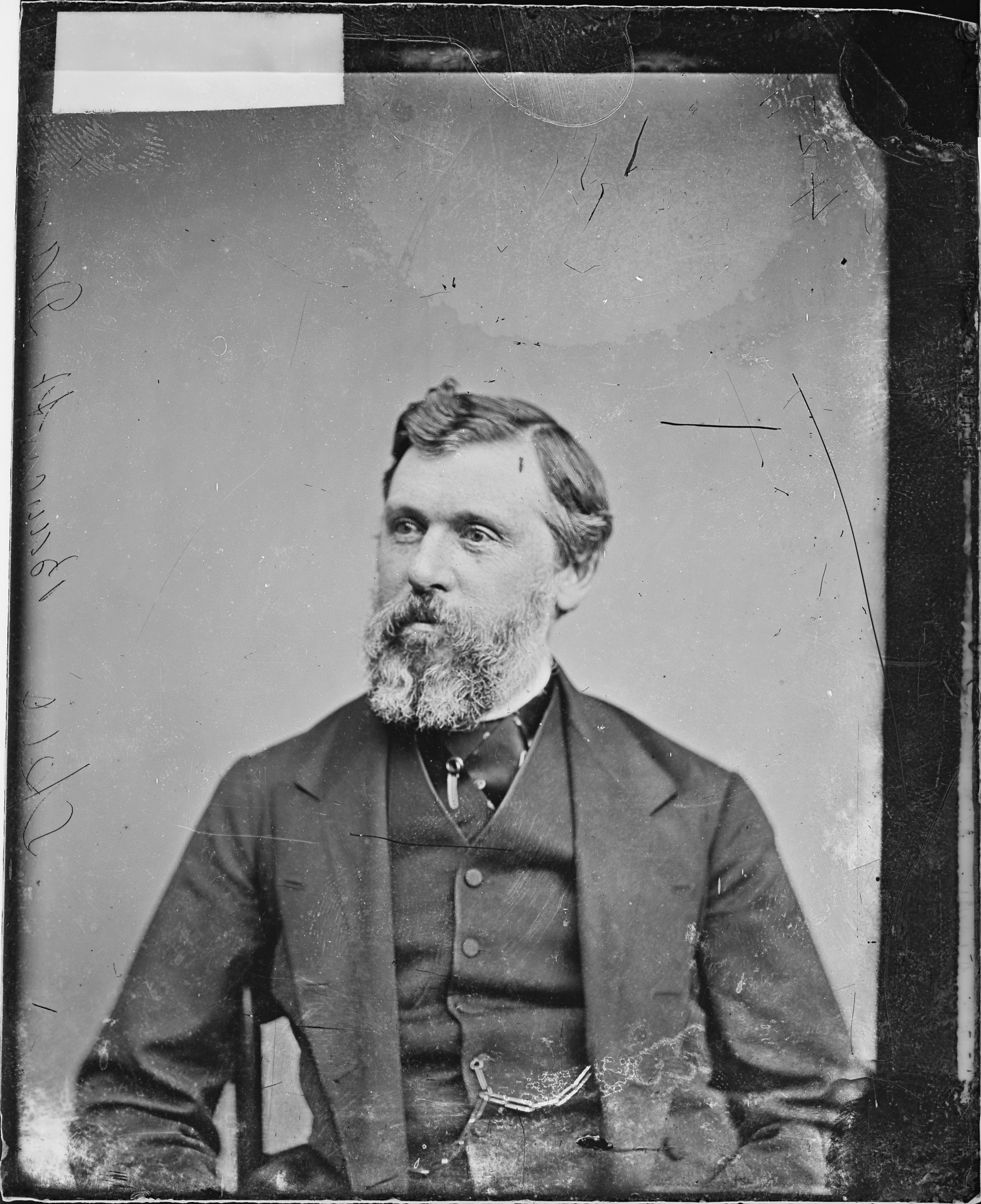
بانكروفت ديفيس

تم إجراء تغييرات أكثر شمولاً في عام 1883 تحت إشراف بانكروفت ديفيس والجنرال هاجنر، عندما كانت جميع النوافذ تقريباً مملوءة بالزجاج الملون، كانت مخصصة في الغالب لأعضاء المصلين المتوفين. تم توسيع المذبح بشكل كبير؛ عضو جديد يوضع داخل قضيب الشانسل؛ إضافة تم إجراؤها في الركن الجنوبي الشرقي للكنيسة للترتيل، وأقيمت غرفة صالة جديدة وغرف جوقة ومكاتب. تمت إضافة ما لا يقل عن 180 جلسة، مما يجعل الجلوس بأكمله للكنيسة في 780.
في عام 1902، أقيمت الجنازة الرسمية الرسمية للسفير البريطاني اللورد بونسفوت في كنيسة القديس يوحنا.

## كنيسة الرؤساء

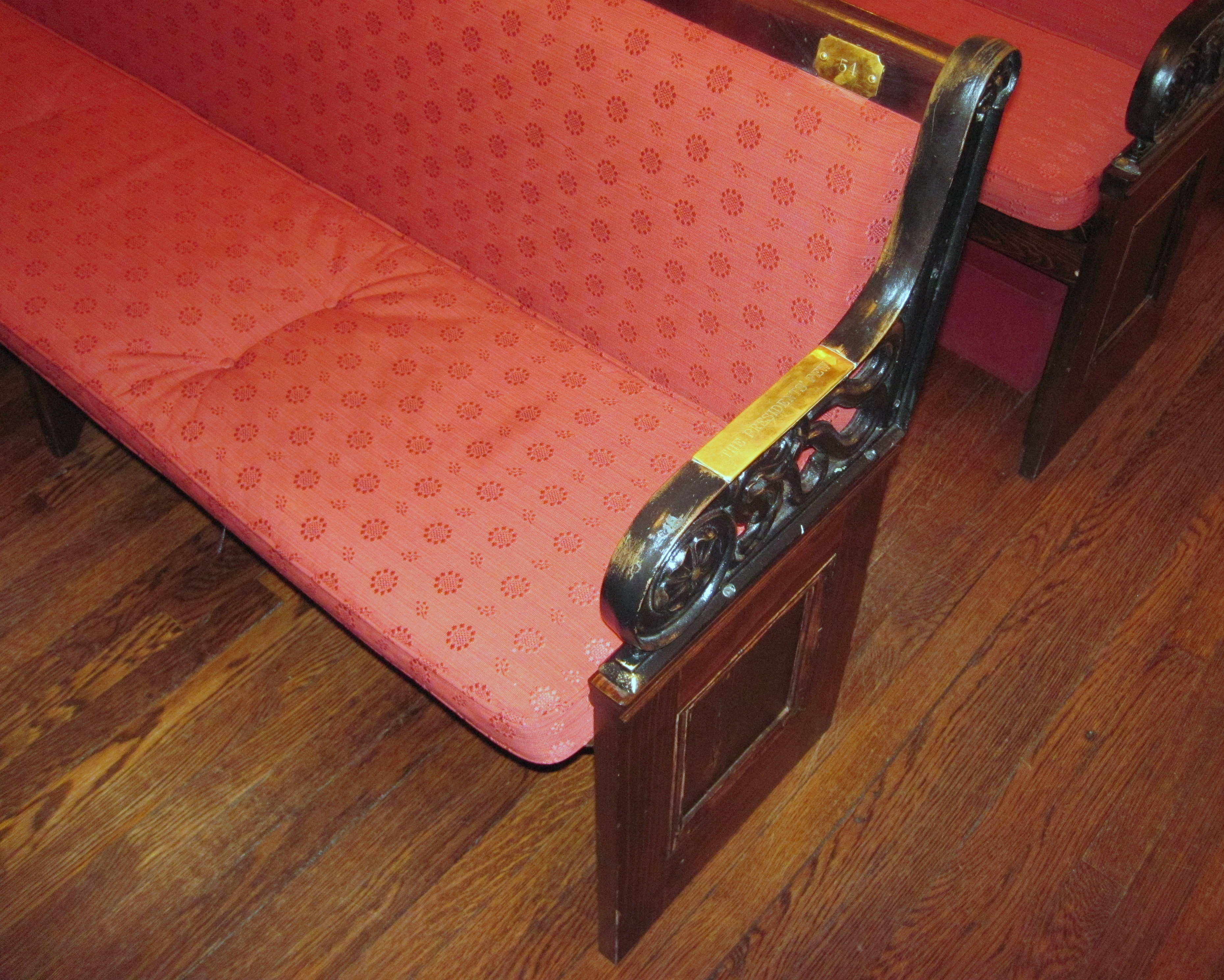
مقاعد الرؤساء

بدءاً من جيمس ماديسون، كان كل رئيس حاضرًا من حين لآخر في الكنيسة بسبب الانتماء الديني الأسقفي غير المتناسب لرؤساء الولايات المتحدة وقرب الكنيسة من القصر التنفيذي. ربما كان أبراهام لينكون أكثر الحاضرين تكريساً للرئاسة، الذي اعتاد أن ينضم إلى صلاة المساء طوال الحرب الأهلية من مقعد خلفي غير واضح. يُطلق على الكنيسة لقب «كنيسة الرؤساء».
أسس الرئيس جيمس ماديسون تقليد «مقعد الرئيس»، حيث اختار المقعد 28 لاستخدامه الخاص في عام 1816. كانت الكنيسة مدعومة باشتراكات المقعد خلال تاريخها المبكر. على الرغم من أن مجلس الوزراء عرض على الرئيس ماديسون مجاناً، إلا أنه أصر على دفع الإيجار. أثناء التجديد في عام 1843، أعيد ترقيم المقاعد، وأصبح مقعد الرئيس المقعد 58. طلب الرئيس جون تايلر أن يتم تعيين المقعد 58 له، ودفع ثمن استخدامه إلى الأبد من قِبل رؤساء الولايات المتحدة.  أعادت التجديدات الإضافية في عام 1883 ترقيم المقعد إلى 54، وبقي هذا المقعد محجوزاً لاستخدام الرئيس عند الحضور. على الرغم من أن «مقعد الرئيس» مفتوح لاستخدام أي رئيس أمريكي يرغب في العبادة في الكنيسة، إلا أنه أثناء حفلات الزفاف والمناسبات الأخرى، عادة ما يجلس الرئيس في المقدمة كمسألة بروتوكولية.
أمر الرئيس تشستر آرثر بإطلاق نافذة تذكارية لزوجته، إلين لويس هيرندون آرثر، التي توفيت عام 1880، والتي عُرضت في الجناح الجنوبي للكنيسة الذي يمكن رؤيته من البيت الأبيض وإضاءته من الداخل بناءً على طلبه.

### دور في احتجاجات 2020

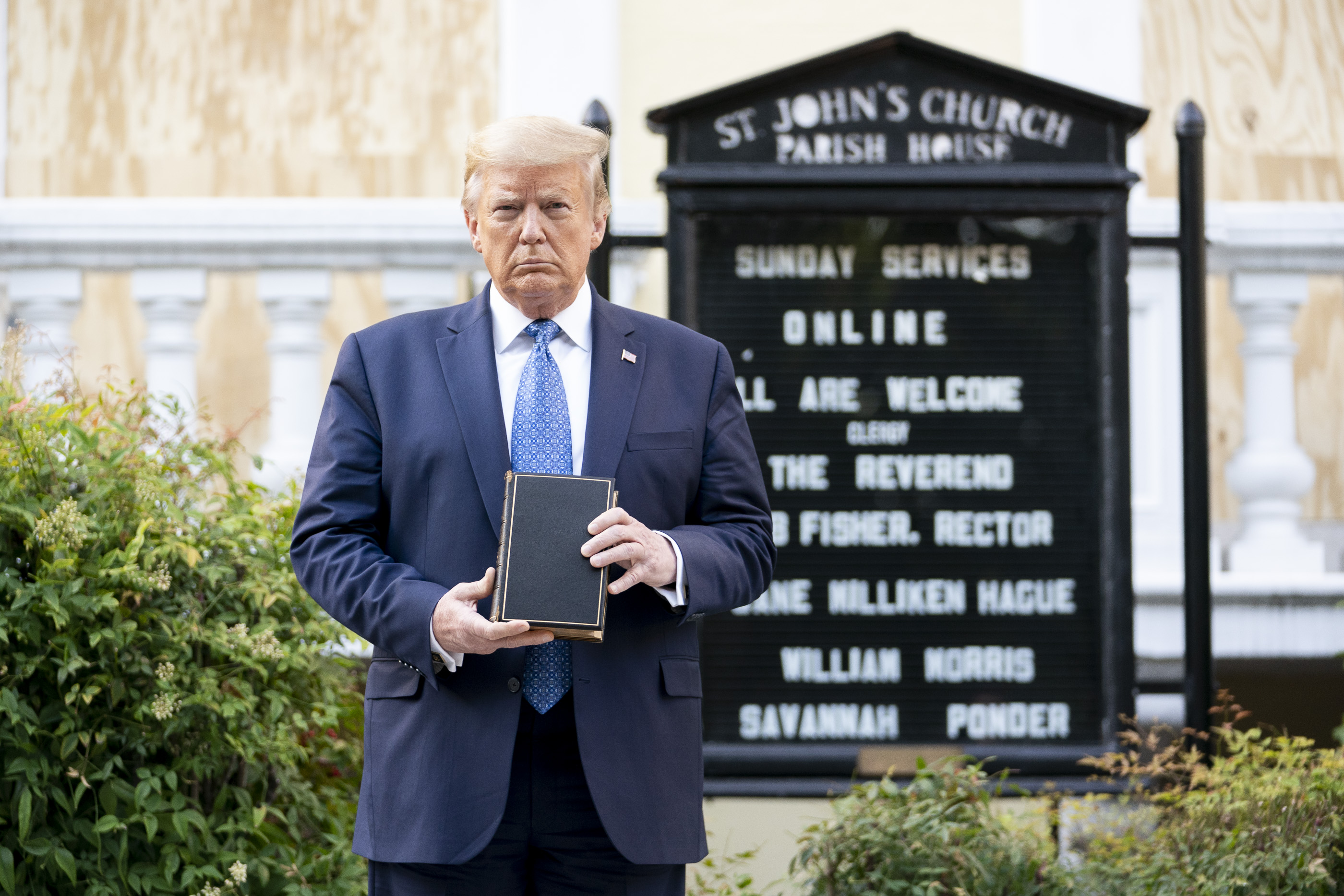
الرئيس دونالد ترامب أمام منزل أشبورتون المغطى، 1 يونيو 2020

خلال احتجاجات جورج فلويد ليلة 31 مايو 2020، اندلعت عدة حرائق في واشنطن العاصمة، بما في ذلك حريق في الطابق السفلي من منزل أشبورتون، منزل أبرشية كنيسة القديس يوحنا الأسقفية. تم عزل الحريق إلى مشتل الكنيسة وتم إخماده بواسطة رجال الإطفاء. وبحسب رئيس الكنيسة، القس روب فيشر، خلال الاحتجاجات «أضرمت حريق في الحضانة، في قبو منزل أشبورتون» بالكنيسة. كتب فيشر أن الحريق كان صغيراً، ودمر غرفة الحضانة، لكنه ترك باقي الكنيسة دون أن يمسها، باستثناء الكتابة على الجدران.
في اليوم التالي، قامت قوات الشرطة والحرس الوطني بإخلاء المتظاهرين في المنطقة المجاورة للكنيسة، مستخدمين الغاز المسيل للدموع وعبوات الدخان وكرات الفلفل، للسماح للرئيس دونالد ترامب بالتقاط الصور الفوتوغرافية أمام الكنيسة. انتقد الأسقف الأسقفي لواشنطن، ماريان بود، الذي يشرف على الكنيسة، استخدام الغاز المسيل للدموع لتطهير أرض الكنيسة لالتقاط الصور «كخلفية لرسالة تتعارض مع تعاليم يسوع».

## التصميم

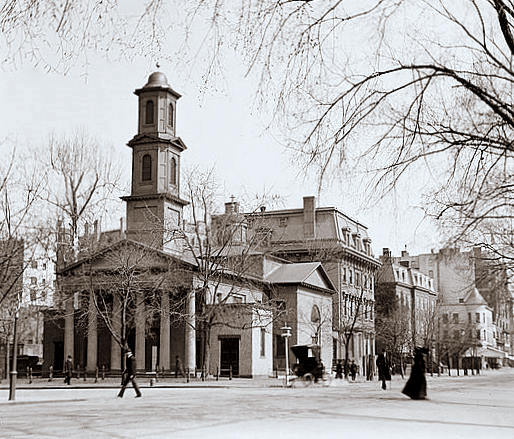
كنيسة القديس يوحنا الأسقفية عام 1918.

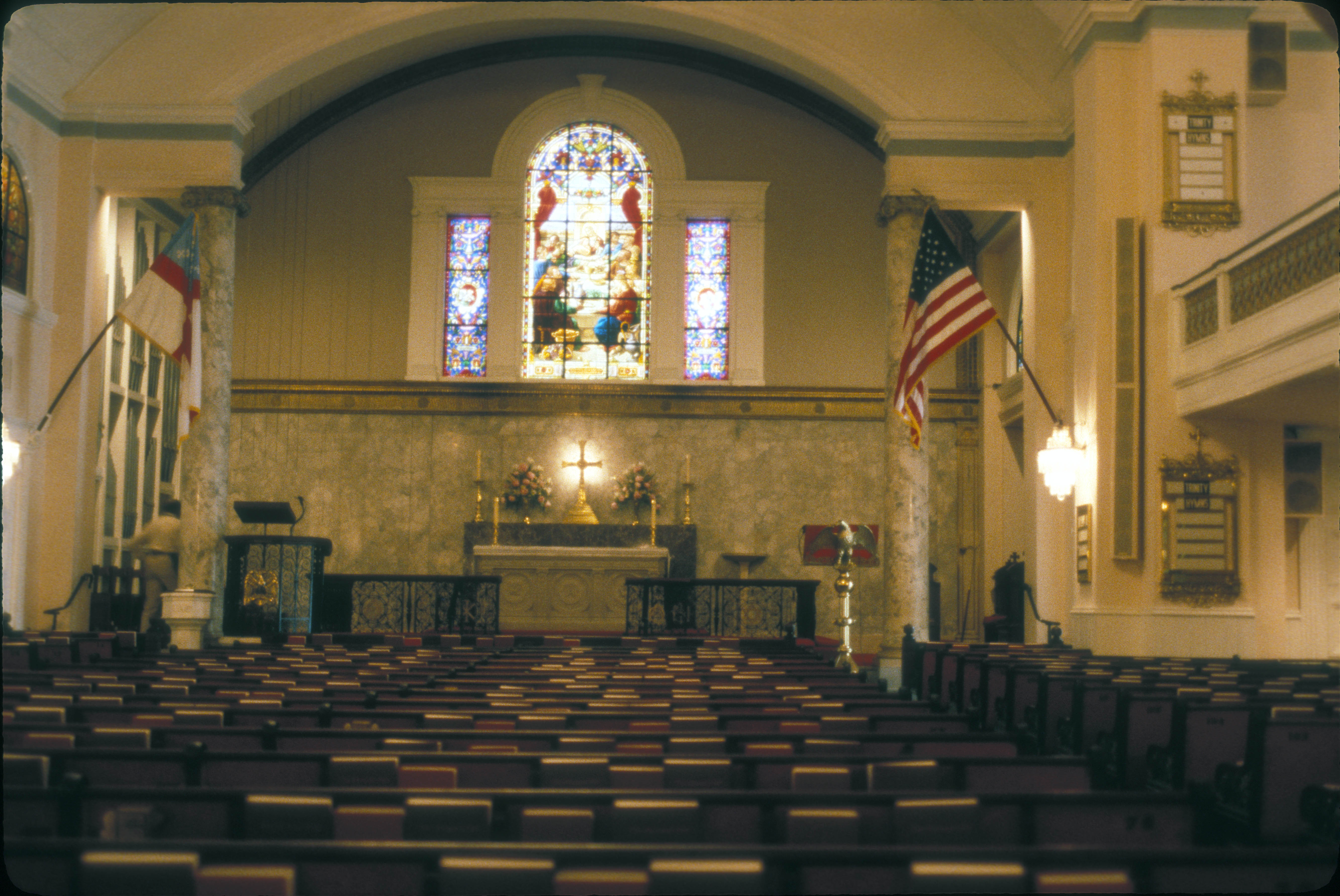
داخل الكنيسة.

في عام 1966، تم وضع كنيسة القديس يوحنا في السجل الوطني للأماكن التاريخية من قِبل وزارة الداخلية الأمريكية، وتم تعيينها كملكية مساهمة في منطقة لافاييت سكوير التاريخية و‌منطقة الشارع السادسة عشر التاريخية.
تم تصميم مبنى الكنيسة من قِبل بنيامين لاتروب، المهندس المعماري لمبنى الكابيتول الأمريكي، وهو مبني من الطوب المغطى بالجص، على شكل صليب يوناني. في عام 1820 تم إضافة الرواق و‌البرج.
يزن الجرس الموجود في برج القديس يوحنا حوالي 1,000 رطل (450 كـغ)، تم تصويره من قِبل جوزيف نجل بول ريفير في مسبكه في بوسطن في أغسطس 1822 وتم تثبيته في الكنيسة في 30 نوفمبر 1822. أذن الرئيس جيمس مونرو بمساهمة قدرها 100 دولار من الأموال العامة لشراء جرس الكنيسة هذا، والذي كان أيضاً بمثابة جرس إنذار للأحياء والمباني العامة في محيط الكنيسة. جرس القديس يوحنا هو واحد من اثنين من أجراس ريفير في واشنطن، كلاهما مصبوب ومثبت في عام 1822. ومع ذلك، من بين الاثنين، يعتبر جرس القديس يوحنا هو الوحيد الذي كان في الخدمة المستمرة منذ تركيبه. وفقاً لروايتين على الأقل، كلما دقت الأجراس بسبب وفاة شخص بارز، يظهر ستة رجال أشباح يرتدون أردية بيضاء في مقعد الرئيس عند منتصف الليل ثم يختفون.
يتضمن العمل الفني في الكنيسة تمثالين من تصميم جاي هال كاربنتر، صليب مصلى من النحاس المصقول، ونقش زجاجي «الصعود إلى الجنة» (Ascent Into Heaven)، ملاك من البرونز بحجم 3/4 وطفل يطل على كولمباريوم الكنيسة.